# Spirotheca michaeli
Spirotheca michaeli är en malvaväxtart som beskrevs av José Cuatrecasas. Spirotheca michaeli ingår i släktet Spirotheca och familjen malvaväxter. Inga underarter finns listade i Catalogue of Life.